# Paul Huston
Paul Fremont Huston (Xenia, 2 giugno 1925 – Canton, 2 febbraio 1992) è stato un cestista statunitense, professionista nella BAA.

## Carriera
Venne selezionato dai Chicago Stags al primo giro del Draft BAA 1947 (8ª scelta assoluta).